# Eremias cholistanica
Eremias cholistanica là một loài thằn lằn trong họ Lacertidae. Loài này được Baig & Masroor mô tả khoa học đầu tiên năm 2006.